# Madre solo hay dos
Madre Sólo Hay Dos es una serie web de drama y comedia mexicana creada y escrita por Carolina Rivera y Fernando Sariñana. La serie se estrenó el 20 de enero de 2021 en streaming a través de Netflix. Posteriormente en ese mismo mes, la compañía renovó la serie para una segunda temporada. El 4 de enero de 2022 la compañía anunció que la serie tendría una tercera temporada. la cual se estrenó el 25 de diciembre de 2022. La historia gira en torno a Ana (Ludwika Paleta) y Mariana (Paulina Goto) dos mujeres de distintas edades y cultura por un intercambio de hijos accidental, tendrán que unirse por un bien mayor.

## Reparto
- Ludwika Paleta como Ana Servín[5]
- Paulina Goto como Mariana Herrera[5]
- Martín Altomaro como Juan Carlos[5]
- Liz Gallardo como Teresa[5]
- Javier Ponce como Pablo[5]
- Oka Giner como Elena[5]
- Elena del Río como Cynthia[5]
- Emilio Beltrán Ulrich como Ro
- Dalexa Meneses como Ceci
- Alejandra la fuente como  Olivia

## Episodios

### Primera temporada
| N.º | Título                      | Fecha de lanzamiento original |
| --- | --------------------------- | ----------------------------- |
| 1   | «Chin-chan-pú»              | 20 de enero de 2021           |
| 2   | «Bienvenidas a casa»        | 20 de enero de 2021           |
| 3   | «Dinámicas familiares»      | 20 de enero de 2021           |
| 4   | «Paternidad»                | 20 de enero de 2021           |
| 5   | «Mi familia no es perfecta» | 20 de enero de 2021           |
| 6   | «Dating»                    | 20 de enero de 2021           |
| 7   | «Tiempo de calidad»         | 20 de enero de 2021           |
| 8   | «Mentiras»                  | 20 de enero de 2021           |
| 9   | «El bautizo»                | 20 de enero de 2021           |

### Segunda temporada
| N.º | Título                             | Fecha de lanzamiento original |
| --- | ---------------------------------- | ----------------------------- |
| 10  | «Madres e hijas»                   | 24 de diciembre de 2021       |
| 11  | «Red de apoyo»                     | 24 de diciembre de 2021       |
| 12  | «¿Ahora qué sigue?»                | 24 de diciembre de 2021       |
| 13  | «Graduación»                       | 24 de diciembre de 2021       |
| 14  | «Soldados del amor»                | 24 de diciembre de 2021       |
| 15  | «Póker Face»                       | 24 de diciembre de 2021       |
| 16  | «Divorcio»                         | 24 de diciembre de 2021       |
| 17  | «Cuando te toca, aunque te quites» | 24 de diciembre de 2021       |

### Tercera temporada
| N.º | Título                             | Fecha de lanzamiento original |
| --- | ---------------------------------- | ----------------------------- |
| 18  | «La verdad no peca pero incomoda.» | 25 de diciembre de 2022       |
| 19  | «Fiesta de amor»                   | 25 de diciembre de 2022       |
| 20  | «Chocolates»                       | 25 de diciembre de 2022       |
| 21  | «Santa Perpetua»                   | 25 de diciembre de 2022       |
| 22  | «Cruda Moral»                      | 25 de diciembre de 2022       |
| 23  | «Perderse para encontrarse»        | 25 de diciembre de 2022       |
| 24  | «De tal palo...»                   | 25 de diciembre de 2022       |
| 25  | «Alumnos y Maestros»               | 25 de diciembre de 2022       |
| 26  | «Síndrome del Impostor»            | 25 de diciembre de 2022       |
| 27  | «¡Qué bonita familia!»             | 25 de diciembre de 2022       |